# Хисамова, Рамзия Исламовна
Рамзия Исламовна Хисамова  (род. 18 августа 1947 года) — российская актриса, работает в труппе Башкирского академического театра драмы им. М. Гафури, народная артистка Башкирской АССР (1989). Член Союза театральных деятелей (1969).

## Биография
Хисамова Рамзия Исламовна родилась 18 августа 1947 года в селе Старохалилово Дуванского района Башкирской АССР.
Окончила Уфимское училище искусств в 1966 году (курс И. Х. Юмагулова),  Уфимский государственный институт искусств (ныне Уфимская государственная академия искусств имени З. Исмагилова) в 1999 году (курс Ф. К. Касимовой, А. К. Лощенкова).
Работала в БАТД с 1966 года, в Татарском театре имени Г. Камала в Казани с 1971 по 1975 годы. Имеет амплуа драматических героинь, старушек.
Пишет стихи, поставила спектакли в Стерлитамакском театре драмы «Ыҙан» («Межа»; 1996) М. Т. Абузарова, в Башкирском театре драмы «Сәсәндәр» («Сэсэны»; совм. с А. И. Юмагуловым, 2005) И. Х. Юмагулова.
Хисамова Рамзия Исламовна в настоящее время работает в Башкирском Академическом Театре драмы имени М. Гафури.
Семья: муж Ильшат Юмагулов — актёр Башкирского академического театра драмы имени М. Гафури, сын Айсыуак Юмагулов — режиссёр, актёр Башкирского государственного академического театра драмы, в 2010 году избран руководителем Союза кинематографистов Республики Башкортостан.

## Роли в спектаклях
Нэркэс (одноим. пьеса И. Х. Юмагулова; 1967), Зубаржат и Танкабики («Ай тотолган тондэ»), Агазии («Ташлама утты, Прометей!» — «Не бросай огонь, Прометей!»; обе — М.Карима), Хадисы («Ҡыҙыл паша» — «Красный паша» Н.Асанбаева), Хадии (одноим. произв. Г. Г. Шафикова), Юлбики («Башкорт туйы»), Анисы («Гармунсы дуќ» — «Друг мой, гармонист» Н.Наджми), Саши («Ивановтың фажиғәһе» — «Иванов» А. П. Чехова), Дадуна («Не беспокойся, мама!» по одноим. роману Н. В. Думбадзе), Чачак («Кул Гали» Н.Фаттаха), Артыкбика («Агидель» по одноим. повести М.Амира) и др.

## Роли в кино и телефильмах
Зульхиза («Халҡым һағышы» — «Песни моего народа», «Баштелефильм», 1969), Асылбика («Кинйә» — «Кинзя», «Баштелефильм», 1988).

## Награды и звания
- Народный артист Башкирской АССР (1989)
- Заслуженная артистка Башкирской АССР (1980)